# Barents-Kara-Eisschild
Der Barents-Kara-Eisschild war ein massiver Eisschild in Nord-Russland, dessen größte Ausdehnung in der Weichseleiszeit vor etwa 90.000 Jahren bestand. Damals bedeckte der Eisschild die Petschora-See, den südöstlichen Teil der Barentssee, die Doppelinsel Nowaja Semlja, die Karasee und reichte im Norden möglicherweise bis Spitzbergen und Franz-Joseph-Land. Auf dem Festland lag das Gebiet vom Nordrussischen Tiefland bis ins Nordsibirische Tiefland ebenfalls unter dem Eisschild.
Bei späteren Vorstoßphasen des Eises in der Weichseleiszeit erreichte es wahrscheinlich nicht mehr das russische Festland, während der Fennoskandische Eisschild im Westen immer größere Gebiete bedeckte und vor etwa 20.000 Jahren sein Maximum erreichte.
Es wird angenommen, dass der Eisschild den Abfluss großer russischer Flüsse (Petschora, Ob und Jenissei) in den Arktischen Ozean verhinderte und mehrere Seen sich aufstauten. Es wird vermutet, dass im Westsibirischen Tiefland der flache, riesige Westsibirische Gletschersee entstand, der in den Aralsee oder ins Kaspische Meer entwässerte.